# Andrey Harbunow
Andrey Aliaksandravitch Harbunow (en biélorusse : Андрэй Аляксандравіч Гарбуноў) ou Andreï Aleksandrovitch Gorbunov (en russe : Андрей Александрович Горбунов), né le 25 mai 1983 à Moguilev en Biélorussie, est un footballeur international biélorusse qui évolue au poste de gardien de but.

## Biographie

### Carrière de joueur
Andrey Harbunow dispute 14 matchs en Ligue des champions, et 14 matchs en Ligue Europa.

### Carrière internationale
Andrey Harbunow compte 18 sélections avec l'équipe de Biélorussie depuis 2015. 
Il est convoqué pour la première fois par le sélectionneur national Aleksandr Khatskevich pour un match amical contre le Gabon le 30 mars 2015 (0-0).

## Palmarès
- Avec le BATE Borisov
  - Champion de Biélorussie en 2012 et 2013
  - Vainqueur de la Supercoupe de Biélorussie en 2013